# Constitución de Venezuela de 1819
La Constitución de Venezuela de 1819, también conocida como la Constitución de Angostura (y de nombre oficial: Constitución Política del Estado de Venezuela). Contiene 12 Títulos, un decreto y un apéndice relativo al poder moral, fue escrita por el libertador de Venezuela, Simón Bolívar, y es la primera constitución destinada a la región de Venezuela dentro de la Gran Colombia, concretaba a los Venezolanos sus derechos, sus deberes, la soberanía del pueblo, y la distribución del poderes en la región; Así como la división de la sociedad en Ciudadano Activo (con derecho al sufragio) y Ciudadano Pasivo (sin derecho al sufragio); Sin embargo, ambas clases gozaban de los mismos derechos a diferencia del ya mencionado.

## Derechos y Deberes del Venezolano

### Derechos
- El derecho a la expresión y libre pensamiento, además de la libertad de hacerlos públicos utilizando cualquier medio (haciéndose responsable de sus palabras y aplicándose penas si atenta contra la "tranquilidad pública, buenas costumbres, vida, honor, estimación y propiedad individual").

- No hace referencia directa a la esclavitud, ni a su abolición, pero expresa que "en ningún caso puede ser el hombre propiedad enajenable".

- La libertad de ejercer la industria

- Disponer y gozar libremente de sus bienes, frutos de su trabajo, y nadie puede privarle de los mismos

- El derecho al trabajo para todo aquel que sea "hábil para contratar"

- Cada casa es asilo inviolable de cada ciudadano (a menos que se presente un caso de inundaciones, incendios u otra tragedia que se suscite, y necesite el auxilio del que la habita; así mismo, cuando algún procedimiento legal necesite investigación, esto, bajo las leyes y toda la responsabilidad caerá en las autoridades que así lo decreten).

- Las visitas y construcciones dentro de la propiedad/vivienda, sólo pueden realizarse durante horas del día.

- A ningún ciudadano se le debe privar de libertad por reclamar sus derechos, siempre y cuando sea individualmente, se considera atentado contra la seguridad pública, si se realizan actos de protesta con un fin único, de un ciudadano que incite a dicha protesta; si se trata de un fin común de varios ciudadanos, se debe presentar una carta escrita.

- Todo ciudadano es inocente, hasta que se demuestre lo contrario, no puede ser juzgado, sentenciado o castigado, por crímenes que no haya cometido, y sin antes sido oído, o citado legalmente. Cualquier acto legal, hecho por una autoridad hacía cualquier individuo, fuera de los casos y formas de la ley, es un delito, y el mismo debe ser castigado, de acuerdo a lo que establece la ley.

- Toda cosecha será del ciudadano que lo coseche.

### Deberes
Estipula que todo ciudadano debe cumplir las leyes y hacerlas cumplir a los demás ciudadanos.

## Ciudadanos
| Tipo                                | Privilegio                                                                                       | Requerimientos |
| activo                              | Todos los que estipula la constitución en su Título 1 y Título 4, además del Derecho Al Sufragio | - Haber nacido en el territorio de la República, y tener domicilio o vecindario en cualquiera parroquia; - Ser casado o mayor de veintiún años - Saber leer y escribir; pero esta condición no tendrá lugar hasta el año 1830 - Poseer una propiedad raíz de valor de quinientos pesos en cualquiera parte de Venezuela. Suplirá la falta de esta propiedad, al tener algún grado, o aprobación pública en una ciencia, o arte liberal o mecánica; o de algún empleo con renta de trescientos pesos por año. |
| Pasivo                              | Todos los que estipula la constitución en su Título 1, menos el Derecho al Sufragio              | Lo contrario del Ciudadano Activo |
| Extranjero                          | Todos los que estipula la constitución en su Título 1 y Título 4, además del Derecho Al Sufragio | - (no necesariamente) Carta de naturaleza en recompensa de algún servicio importante hecho a la República (en recompensa de algún servicio importante hecho a la República, serán también ciudadanos activos, si tuvieran la edad a los naturales, y si supieran leer y escribir.) - Que teniendo veintiún años cumplidos, sepan leer y escribir; - Que hayan residido en el territorio de la República un año continuo, y estén domiciliados en alguna Parroquia; - Que hayan manifestado su intención de establecerse en la República, casándose con una venezolana, o trayendo su familia a Venezuela; - Y que posean una propiedad raíz de valor de quinientos pesos, o ejerzan alguna ciencia, arte liberal, o mecánica. |
| Militares (Venezolano o extranjero) | Todos los que estipula la constitución en su Título 1 y Título 4, además del Derecho Al Sufragio | - haber combatido en la guerra de independencia |

Pierde el derecho de ciudadano activo
- Todo el que se ausentare del territorio de la República por cuatro años continuos, no siendo en comisión, o servicio de ella, o con licencia del Gobierno;
- El que haya sufrido una pena aflictiva, o infamatoria, hasta la rehabilitación;
- El que haya sido convencido y condenado en un juicio por haber vendido su sufragio, o comprado el de otro para sí, o para un tercero, bien sea en las asambleas primarias, en las electorales, o en otras.

El ejercicio de ciudadano activo se suspende
- En los locos, furiosos, o dementes;
- En los deudores fallidos y vagos, declarados por tales;
- En los que tengan causa criminal abierta hasta que sean declarados absueltos, o condenados a pena no aflictiva ni infamatoria;
- Los deudores a caudales públicos con plazo cumplido;
- Y los que siendo casados no vivan con sus mujeres sin motivo legal.

## Poder Legislativo
Precedido por el Congreso General de Venezuela, compuesto por un número igual de Senadores y Representantes:
El Presidente de la República y el presidente de la Cámara de Representantes, prestarán juramento en presencia del Senado en manos de su Presidente, y éste lo prestará a su vez en presencia del mismo Senado en manos del Presidente de la República. Los Senadores y Representantes lo hacen ante sus respectivos Presidentes.

### Los senadores
Son escogidos durante el primer proceso constituyente, también los Obispos pueden ser senadores, en dicho caso, honorarios.
Requisitos
- ciudadano activo
- Treinta años de edad;
- Diez años de residencia en el territorio de la República, inmediatamente antes de la elección, a menos que su ausencia haya sido en comisión, o servicio de ella. Hasta el año de 1825, bastará haber emprendido la campaña de 1816, y haber continuado sus servicios hasta el día de la elección;
- Una propiedad de ocho mil pesos en bienes raíces, o la renta correspondiente a este capital;

Funciones
- Conocer de las infracciones de la Constitución a consecuencia de acusación propuesta por la cámara;
- Calificar las calidades requeridas en los Artículos 6 y 7 de esta misma sección para senadores;
- Ejercer el poder natural de una Corte de Justicia para admitir acusaciones, oír, juzgar, y sentenciar: Primero. Al Presidente de la República, a los miembros del Congreso, y a los miembros de la Corte de Justicia en los casos que expresa la Constitución;

Segundo. A cualquiera de los empleados siempre que sean acusados por razón de su oficio;
- Recibir las elecciones de las asambleas electorales para Presidente y Vicepresidente de la República, y citar a la Cámara de Representantes para verificar el escrutinio de los sufragios, conforme se dirá en el Título 7.

### Los representantes
Se eligen cada cuatro años, mediante un periodo electoral, cada noviembre, que comienza con las Asambleas Parroquiales cada 1 de noviembre en donde se eligen los electores parroquiales (1 elector por cada 500 habitantes de la parroquia), luego las Asambleas Electorales, cada 15 de noviembre en donde los electores parroquiales, anteriormente elegidos, votarán y elegirán a los representantes parroquiales y suplentes de los mismos(1 representante por cada 20.000 habitantes de la parroquia). Cada 10 años, las elecciones de éstos son realizadas por todo el pueblo, sin necesidad de electores parroquiales.
Tienen la potestad, cada 10 años, de solicitar una revisión de cierto artículo o título de la constitución, para discutir y ajustar dicho artículo.
Requisitos
- ciudadano activo
- La edad de veinticinco años cumplidos;
- Cinco años de vecindad en el territorio de la República, inmediatamente antes de la elección. La condición de vecindad requerida aquí para los Representantes no excluye a los que hayan estado ausentes en servicio del Estado ni a los que hayan permanecido fuera de él con permiso del Gobierno en asuntos propios, con tal que su ausencia no haya pasado de tres años;
- Y una propiedad de cinco mil pesos en bienes raíces, o renta de quinientos pesos anuales, o la profesión de una ciencia o arte liberal.

Funciones y Deberes
- A la Cámara corresponde velar sobre la educación pública, y sus progreso

- Tiene el derecho de inspección sobre todos los empleados de la República, y puede acusar tanto a los principales, como a los inferiores ante el Senado, Toda ley sobre contribuciones, o impuestos tiene su iniciativa exclusivamente en la Cámara de Representantes no pueden recibir órdenes, ni instrucciones particulares

- No pueden recibir órdenes, ni instrucciones particulares

- Elige dentro de sus miembros un Presidente, y un Vicepresidente para todo el tiempo de sus sesiones, y nombra dentro o fuera de su seno un Secretario, y los oficiales que juzgue necesarios para el desempeño de sus trabajos, y asigna a estos empleados los sueldos, o gratificaciones que crea necesarios.

## Elecciones

### Asambleas Parroquiales
Son convocadas cada 4 años, el 1 de noviembre, por un Agente Departamental o por los mismos ciudadanos de la parroquia, está compuesta por todos los  ciudadano activos de la parroquia, la votación dura 4 días y luego la Asamblea queda disuelta. En esa Asamblea se eligen los siguientes cargos:
| Cargo                 | Función | Periodo en el cargo                                                                   | Elección                          | Requerimientos |
| Electores             | Elegir al representante del senado                                                                                 | Hasta el 14 de noviembre, es decir, el día de las elecciones de Representantes        | 1 elector por cada 500 ciudadanos | Ser ciudadano activo, El ser mayor de veintiún años cumplidos, y ser vecino de alguna de las Parroquias del Departamento que va a hacer las elecciones; Y el poseer una propiedad raíz del valor de mil pesos, o gozar de un empleo de quinientos pesos de renta anual, o ser usufructuario de bienes que produzcan una renta de quinientos pesos anuales, o profesar alguna ciencia, o tener un grado científico. |
| Juez del Departamento | Recibir los hechos transmitidos por el Juez de Paz, y tomar las medidas correspondientes de conformidad con la Ley | 4 años, 1 de noviembre, es decir, el día que se convoque la nueva Asamblea Parroquial | 1                                 | ciudadano activo y ser abogado de la república. |

### Asambleas Electorales
Son aquellas convocadas, cada cuatro años, el 14 de noviembre, por el prefecto en la capital del departamento, en ella se realizan las siguientes funciones:
- Elegir al Presidente de la República

- Nombrar el representante, o representantes que correspondan al Departamento, y un número igual de suplentes que deba reemplazarlos en caso de muerte, demisión, destitución, grave enfermedad, y ausencia necesaria.

- Examinar el registro de las elecciones parroquiales para los miembros municipales: hacer el escrutinio de todos los sufragios de las Parroquias; y declarar legítimo el nombramiento del número constitucional de vecinos que reúnan la mayoría absoluta de votos. Si ninguno la hubiere alcanzado, la asamblea tomará un número triple del constitucional entre los que tengan más sufragios, y escogerá de estos los miembros municipales; pero si sólo faltaren algunos, no tomará sino el número triple de los que falten, y su elección se reducirá estos.

- Declarar Juez de Paz de cada Parroquia al ciudadano que haya reunido la mayoría absoluta de sufragios de su respectiva Parroquia, o elegirlo entre los tres que hayan obtenido el mayor número de votos.

- Hacer la misma declaratoria, o la misma elección, respecto al Juez Departamental.

- Formar la lista de jurados de cada Parroquia, inscribiendo en ella los nombres de los veinticuatro vecinos que hayan obtenido una mayoría de sufragios en sus respectivas Parroquias.

Se eligen a los siguientes funcionarios
| Cargo                                        | Función | Periodo en el cargo                                                                   | Elección | Requerimientos |
| Presidente de la República                   | Jefe del Poder Ejecutivo | 4 años                                                                                | 1 presidente, de dos candidatos                                                                               | Ciudadano de Venezuela por nacimiento;Haber residido en el territorio de la República los diez últimos años, inmediatamente precedentes a su elección, a menos que la ausencia haya sido en comisión, o servicio de la República. Hasta el año de 1825 bastará haber emprendido la campaña de 1816, y haber continuado sus servicios ausente o presente, hasta el día de la elección; Y poseer una propiedad de quince mil pesos en bienes raíces, ser ciudadano activo. |
| Juez de Paz de la Parroquia y de los Jerados | Recibir todas las demandas civiles, y las criminales en que no pueda procederse de oficio. Él debe oír a los demandantes y tratar de re establecer el orden; Si resulta infructuoso, los hechos serán retransmitidos al Juez del Departamento | 4 años, 1 de noviembre, es decir, el día que se convoque la nueva Asamblea Parroquial | 1 | Ser ciudadano activo; Obtener el mayor número de votos en su parroquia. |
| Miembros Municipales                         | conformar la Municipalidad del Departamento, Elegir agentes departamentales | 4 años, 1 de noviembre, es decir, el día que se convoque la nueva Asamblea Parroquial | 30.000 ciudadanos=8 miembros; 60.000 ciudadanos=12 miembros                                                   | Ser ciudadano activo |
| Representantes                               | formar parte del Congreso General de Venezuela y conformar la cámara de Representantes | 4 años, 1 de noviembre, es decir, el día que se convoque la nueva Asamblea Parroquial | 20.000=1; hasta que el número de representantes llegue a 60, luego de ésta cifra, no se podrá elegir otro más | Ser ciudadano activoLa edad de veinticinco años cumplidos;Cinco años de vecindad en el territorio de la República, inmediatamente antes de la elección. La condición de vecindad requerida aquí para los Representantes no excluye a los que hayan estado ausentes en servicio del Estado ni a los que hayan permanecido fuera de él con permiso del Gobierno en asuntos propios, con tal que su ausencia no haya pasado de tres años; Y una propiedad de cinco mil pesos en bienes raíces, o renta de quinientos pesos anuales, o la profesión de una ciencia o arte liberal. |

## Poder Judicial
Está en manos de la Corte Suprema de Justicia, compuesta por 5 ministros.

### Elección
El Presidente entrega sus 15 propuestas para la Corte de Justicia a la Cámara de Representantes, éstos se encargan de elegir 10 ministros y presentárselos a la cámara de Senados, los cuales se encargan de escoger a la Corte Suprema.

### Requerimientos para ser magistrado
- Gozar de los derechos de  Ciudadano Activo.
- Ser abogado no suspenso
- Tener la edad de treinta años cumplidos.

### Funciones
- En todos los casos llamados de Corte;
- En los concernientes a embajadores, ministros, cónsules, o agentes diplomáticos con noticia del Presidente de la República;
- En las competencias suscitadas, o que se suscitaren entre los tribunales superiores;
- En las controversias que resultaren de los tratados, y negociaciones que haga el Poder Ejecutivo;
- En las diferencias o pleitos que se suscitaren entre una o muchas provincias, o entre un individuo, y una o más Provincias.
- Examen, y aprobación de los abogados de la República, expedirle los títulos, y presentarlos al Poder Ejecutivo para que les permita el ejercicio de sus funciones.

## Poder Ejecutivo
En manos del presidente, electo cada 4 años, junto a un tren ministerial, seis Ministerios, a saber: Relaciones Exteriores, Interior, Justicia, Hacienda, Marina, y Guerra. Sus funciones son:
- Es el comandante en jefe de las fuerzas armadas.

- No se puede ausentar del territorio de la República, ni durante, ni un año después de sus funciones, sin permiso del Senado.

- Sólo puede ser destituido por el Senado.

- En Caso de muerte, el presidente y vicepresidente del senado, toman el poder, hasta que se proceda a una nueva elección.

- Exige que se cumpla la constitución.

- De acuerdo con la ley, si se producen altercados, se puede suspender las garantías constitucionales en dicha provincia.

## Del poder regional
Cada Provincia se dividirá en Departamentos y Parroquias, cuyos límites y demarcaciones se fijarán también por el Congreso; observándose entre tanto los conocidos al tiempo de la Constitución Federal. Se hará una división más natural del territorio en Departamentos, Distritos, y Partidos dentro de diez años, cuando se revea la Constitución.

### Parroquia
- Juez de la Paz: Instancia que realiza las siguientes funciones:
  - ante quien se propondrán todas las demandas civiles, y las criminales en que no pueda procederse de oficio
  - Si se imposibilita la resolución de forma pacífica de un caso, éste será retransmitido a la Tribunal Superior de la Provincia

| Representante | Institución         | Ubicación | Nivel dentro de Jerarquía Nacional |
| Juez de Paz   | Tribunal Parroquial | Parroquia | Bajo                               |

### Provincias
- Gobernador: su periodo será de 3 años, elegido por la cámara de Representantes con única reelección, El Gobernador es Prefecto del Departamento de la Capital de la Provincia e instancia inmediata del Presidente de la República. Sus funciones son:
  - Ejercer la alta policía en toda ella y presidir la Municipalidades;
  - Velar por el cumplimiento de las leyes;
  - Proponer al Presidente los Prefectos Departamentales;
  - Ser intendente de la rentas de la Provincia.
- Tribunal Superior: compuesto por 3 letrados, sus funciones son:
  - Conocerá de las causas que se elevaren en apelación de los Juzgados inferiores de la Provincia, y de las competencias promovidas entre ellos.

| Representante              | Institución                                               | Ubicación               | Nivel dentro de Jerarquía Nacional |
| Gobernador de la Provincia | Prefectura del Departamento de la Capital de la Provincia | Capital de la Provincia | Superior                           |
| 3 Letrados                 | Tribunal Superior                                         | Capital de la Provincia | Medio                              |

### Departamentos
En cada capital de departamento hay un Prefecto, y una Municipalidad; Sus funciones son:
- El Prefecto: con posibilidad de una sola reelección, luego deberá esperar 1 año para volver a ser reelecto.
  - es Teniente del Gobernador de la Provincia, en todas sus atribuciones, es decir, tiene atribuciones inferiores al Gobernador de la Provincia.
  - confirma los Agentes Departamentales, su periodo es de un año
- La Municipalidad:
  - Nombra los Agentes Departamentales;
  - Está especialmente encargada del cumplimiento de la Constitución en su Departamento;
  - Propone al Gobernador de la Provincia por conducto del Prefecto o por Diputaciones las reformas, y mejoras que pueden hacerse en la administración de su Departamento para que las pase al Presidente de la República;
  - Forma y lleva un registro de los censos de la población del Departamento por Parroquias con expresión de estado, domicilio, edad, caudal, y profesión de cada vecino;
  - Forma y lleva registro de todos los niños que nacen en el Departamento conforme a las partidas que hayan asentado en cada Parroquia el agente con expresión del día de su nacimiento, del nombre de sus padres y padrinos, de su condición, es decir si es legítimo o natural;
  - Forma y lleva otro registro de los que mueren en el Departamento con expresión de su edad, estado y vecindario.
  - En cada nuevo Congreso remite las copias de todos estos registros al Senado para que por ellos se aumente, o reforme el número de Representantes y se califiquen, las elecciones.
  - la Municipalidad elige entre su seno el Agente Departamental que debe presidir la Asamblea Parroquial
- Agente Departamental: Propuesto por la Municipalidad y aprobado por el El Prefecto del Departamento, sus funciones son:
  - es teniente del prefecto en todas sus atribuciones, es decir, tiene atribuciones inferiores al Gobernador de la Provinci
  - envía a la Municipalidad de la Capital del Departamento los registros de las elecciones para archivarlos, y participa a los electores sus nombramientos, señalándoles el día en que deben hallarse en la misma capital
  - Presiden la Asamblea Parroquial
- Juez de Departamento Abogado de la República, elegido por la Asamblea Electoral cada 4 años, le competen las siguientes funciones:
  - recorrer el Departamento cuatro veces por año
  - pronunciar las sentencias en las causas civiles que sustanciaren los Jueces de Paz de las Parroquias de sus Departamentos, y en las que de oficio en los casos criminales se promovieren ante sus Comisionados.
  - Su primera atención es velar sobre la recta Administración de la Justicia.

| Representante         | Institución                                      | Ubicación                           | Nivel dentro de Jerarquía Nacional |
| Prefecto              | Prefectura del Departamento                      | Capital del Departamento            | Medio                              |
| Miembros Municipales  | Municipalidad                                    | Capital del Departamento            | Medio                              |
| Agente Departamental  | Prefectura del Departamento; Asamblea Parroquial | Capital Del Departamento; Parroquia | Bajo                               |
| Juez del Departamento | Prefectura del Departamento                      | Capital Del Departamento            | Medio                              |